# Sabrina (film din 1954)
Sabrina (titlul original: în engleză Sabrina) este un film american din 1954 regizat de Billy Wilder. Este creat în genurile dramă, comedie romantică. Rolurile principale au fost interpretate de actorii Humphrey Bogart, Audrey Hepburn și William Holden. Scenariul este scris de Billy Wilder, Ernest Lehman și Samuel A. Taylor după o piesă de teatru, Sabrina Fair, din 1953 de Samuel A. Taylor. Doi frați se îndrăgostesc de fata șoferului familiei după ce aceasta revine mai stilată de la Paris.
Acesta a fost ultimul film al lui Wilder lansat de către Paramount Pictures, care a pus capăt unei relații de afaceri de 12 ani între Wilder și companie. În 2002, filmul a fost ales de către Biblioteca Congresului pentru a fi păstrat în Registrul Național al Filmelor.

## Prezentare

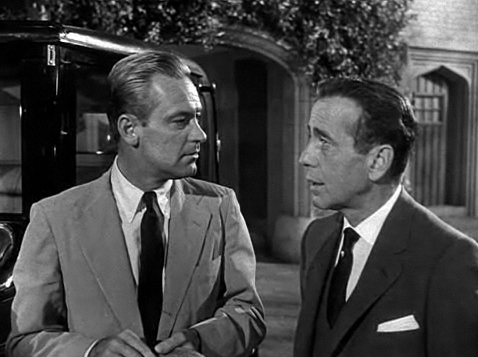
Holden și Bogart

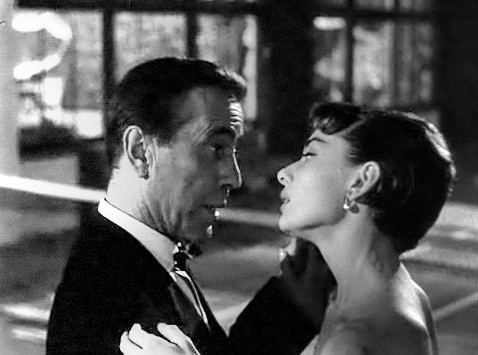
Bogart și Hepburn

Sabrina Fairchild este fiica cea mică a șoferului familiei Larrabee, Thomas. Ea a fost îndrăgostită de David Larrabee de când era mică. David a fost deja de trei ori căsătorit, dar nu a acordat niciodată vreo atenție Sabrinei, deoarece pentru el Sabrina era încă un copil. La o petrecere de la conacul Larrabee, așa cum a făcut-o de multe ori înainte, Sabrina îl observă pe David făcând încă odată avansuri unei alte femei. Îndurerată, lasă tatălui ei un bilet de adio și pornește motoarele celor opt mașini din garaj, pentru a se sinucide. În schimb, este întreruptă de fratele mai mare al lui David, Linus, care o conduce în camera ei aflată deasupra garajului.
Sabrina este pe punctul de a pleca a doua zi în Franța, unde urmează să studieze la Le Cordon Bleu, cea mai importantă școală culinară din Paris. După doi ani petrecuți acolo, se întoarce acasă ca o femeie atractivă, stilată și sofisticată. Când tatăl ei întârzie să o ia cu mașina de la gară, David apare și îi propune să o ducă acasă fără să știe măcar că este Sabrina sau unde locuiește.
Odată ce David își dă seama cine este, el este atras de Sabrina și o invită să i se alăture la o petrecere la conac. Când Linus vede acest lucru, se teme că mariajul iminent al lui David cu Elizabeth Tyson poate fi pus în pericol. Dacă angajamentul va fi încălcat, ar strica o oportunitate profitabilă pentru o fuziune mare între compania lor Larrabee Industries și compania tatălui foarte bogat al lui Elizabeth care are a doua cea mai mare plantație de trestie de zahăr necesar lui David pentru a produce un plastic foarte rezistent. În loc să-l confrunte pe David în privința iresponsabilității sale, Linus se preface că simpatizează cu el și, într-un moment de neatenție, îl face pe David să se taie cu paharele de șampanie pe care le-a pus în buzunarele de la spate, astfel încât rămâne la pat timp de câteva zile.
Linus ia acum locul lui David arături de Sabrina sub pretextul că „este tot în familie” dar se îndrăgostesc unul de celălalt, cu toate că nici unul dintre ei nu o va recunoaște. De fapt, planul lui Linus este de a se preface că o însoțește pe vapor pe Sabrina înapoi la Paris, doar pentru a o lăsa singură să plece. Cu toate acestea, când dezvăluie Sabrinei adevărata sa intenție, ea acceptă să plece singură a doua zi și să nu se mai întoarcă niciodată.
În dimineața următoare, Linus decide să-l trimită pe David la Paris cu Sabrina. Acest lucru înseamnă că a renunțat la nunta lui David cu Elizabeth și la marea afacere cu tatăl ei, Tyson, și programează o întâlnire a consiliului de administrație Larrabee pentru a anunța acest lucru. Cu toate acestea, David intră în cameră în ultimul moment și declară că a decis să se căsătorească cu Elizabeth până la urmă. David îl ajută pe Linus să-și recunoască propriile sentimente pentru Sabrina și îl ajută să se urce cu un remorcher al companiei pe vaporul unde se află Sabrina înainte de a ieși din port. Linus și Sabrina se întâlnesc la bord și pleacă împreună.

## Distribuție
- Humphrey Bogart - Linus Larrabee
- Audrey Hepburn - Sabrina Fairchild
- William Holden - David Larrabee, fratele lui Linus
- John Williams - Thomas Fairchild, tatăl Sabrinei
- Walter Hampden - Oliver Larrabee, tatăl lui Linus și al lui David
- Nella Walker - Maude Larrabee, mama lui Linus și a lui David
- Martha Hyer - Elizabeth Tyson, logodnica lui David
- Marcel Dalio - Baronul St. Fontanel
- Marcel Hillaire - Profesorul de gastronomie al Sabrinei
- Ellen Corby - Miss McCardle, secretara lui Linus
- Francis X. Bushman - Mr. Tyson, tatăl Elizabetei
- Joan Vohs - Gretchen Van Horn
- Nancy Kulp - Jenny, o fată (nemenționat)
- Raymond Bailey - membru al consiliului (nemenționat)
- Emory Parnell - Charles - majordom (nemenționat)

## Producție
Cheltuielile de producție s-au ridicat la 2,2 milioane $.

## Lansare și primire
A avut încasări de peste 4 milioane $.

### Premii și nominalizări
| Premiu                              | Categorie                                              | Nominalizat(i)                                          | Reizultat    |
| ----------------------------------- | ------------------------------------------------------ | ------------------------------------------------------- | ------------ |
| Premiile Oscar 1955                 | cel mai bun regizor                                    | Billy Wilder                                            | Nominalizare |
| Premiile Oscar 1955                 | cea mai bună actriță                                   | Audrey Hepburn                                          | Nominalizare |
| Premiile Oscar 1955                 | cel mai bun scenariu adaptat                           | Billy Wilder, Samuel A. Taylor și Ernest Lehman         | Nominalizare |
| Premiile Oscar 1955                 | pentru cele mai bune decoruri – alb-negru              | Hal Pereira, Walter Tyler, Samuel M. Comer și Ray Moyer | Nominalizare |
| Premiile Oscar 1955                 | cea mai bună imagine – alb-negru                       | Charles Lang                                            | Nominalizare |
| Premiile Oscar 1955                 | cele mai bune costume – alb-negru                      | Edith Head                                              | Câștigat     |
| Premiile BAFTA                      | cea mai bună actriță                                   | Audrey Hepburn                                          | Nominalizare |
| Directors Guild of America Awards   | Outstanding Directorial Achievement in Motion Pictures | Billy Wilder                                            | Nominalizare |
| Premiile Globul de Aur              | Best Screenplay – Motion Picture                       | Billy Wilder, Samuel A. Taylor și Ernest Lehman         | Câștigat     |
| National Board of Review Awards     | Top Ten Films                                          | Sabrina                                                 | Câștigat     |
| National Board of Review Awards     | cel mai bun actor în rol secundar                      | John Williams (și pentru Cu C de la Crimă)              | Câștigat     |
| en:National Film Preservation Board | National Film Registry                                 | Sabrina                                                 | Inducted     |
| New York Film Critics Circle Awards | cea mai bună actriță                                   | Audrey Hepburn                                          | Nominalizare |
| Writers Guild of America Awards     | Best Written American Comedy                           | Billy Wilder, Samuel A. Taylor și Ernest Lehman         | Câștigat     |